# 英国驻塞浦路斯部队
英国驻塞浦路斯部队( 英語：British Forces Cyprus)， 是现今驻扎在塞浦路斯岛阿克罗蒂里和泽凯利亚英国主权基地区及塞浦路斯共和国境内的一些相关“保留场地”的英国武装部队的名称。在塞浦路斯独立以后，英国仍在该岛保留军事力量，因塞浦路斯在地中海东端的战略位置，被用作派往中东和亚洲地区的部队的集结点。塞浦路斯军负责维持主权基地区的行政。

## 历史

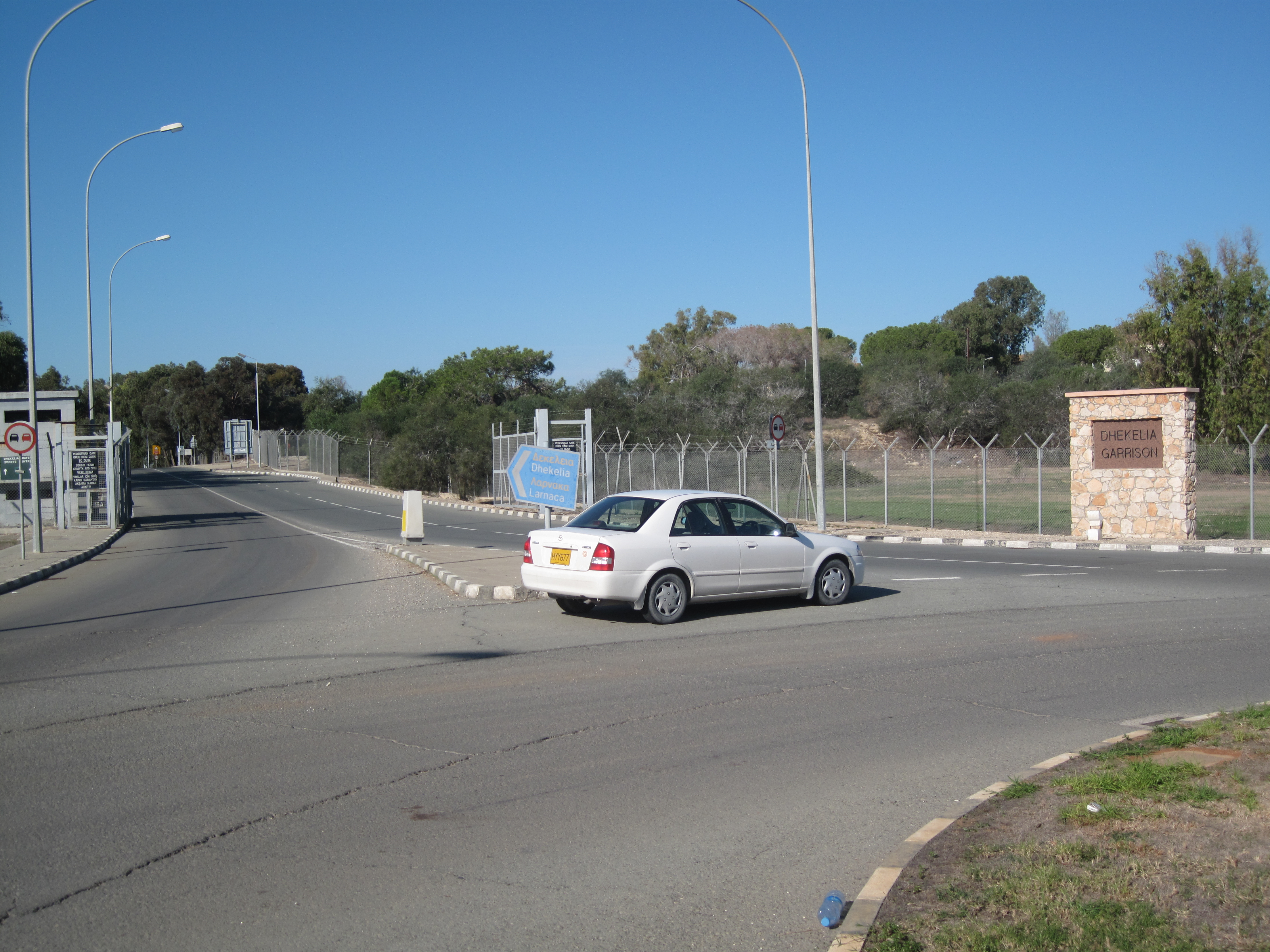
德凯利亚驻军

1960年塞浦路斯共和国独立后，英国根据与共和国的条约，在阿克罗蒂里和德凯利亚保留了两个主权军事基地，并任命了一名英国皇家空军空军元帅担任主权基地区的行政长官。 条约还允许英国进入塞浦路斯共和国的40个“保留场地”；其中包括众多雷达站、几个港口、一系列住宿和支持设施以及一个射击场。1961年3月，英军近东部队成立，其指挥官兼任基地区行政长官。 

1961年3月1日，中东空军南方大队更名为近东空军，并以塞浦路斯作为基地。1962年，正式改用英国驻塞浦路斯部队这一名称。1976年，在时外交和联邦事务部为准备中东条约组织秘书长访问英国而做的简报中记录如下：
……两个火神中型轰炸机中队、一个闪电全天候战斗机中队、一个大力神运输中队和一个旋风直升机中队驻扎在岛上。将这些部队及其训练设施搬迁到中东条约组织成员国的基地将非常困难，因为必须通过谈判达成协议。此外，英国还必须向东道国支付提供的设施费用。塞浦路斯的这些地点由一个步兵营守卫，由一个猎犬防空导弹中队和一个装甲车中队守卫。事实上，位于阿克罗蒂里的火神中型轰炸机是“中东条约组织唯一公布的核力量”，该岛在战时在中东条约组织的空中航线上发挥了独特的作用，用于在苏伊士以东转移部队。雷达站和战斗机中队被认为是北约防空系统的延伸。” 
塞浦路斯英队现具有使用13个保留场地的权利，其余27个在英国国防部不再需要后已归还塞浦路斯。最近归还的场地是2011年归还的贝伦加丽亚已婚人员宿舍。    

## 部队结构

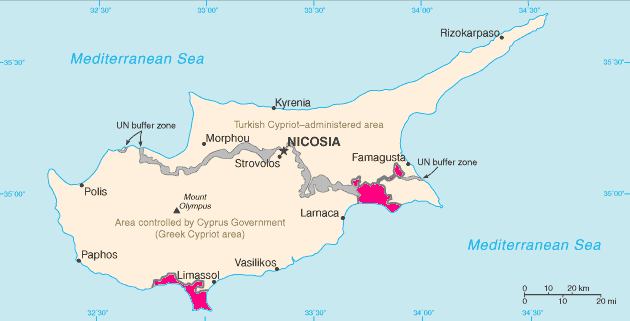
英国主权基地区（粉红色）

埃皮斯科皮是英国驻塞浦路斯部队总部所在地。英国驻塞浦路斯部队指挥官兼主权基地区行政长官每三年轮换一次，由英国陆军少将和皇家空军空军副元帅交替担任。
埃皮斯科皮兵营是该领土的民政当局的所在地。 

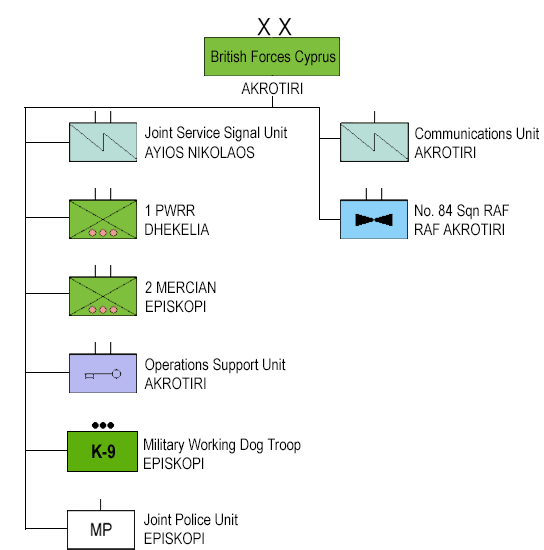
2020 年 7 月英国驻塞浦路斯部队的组织。

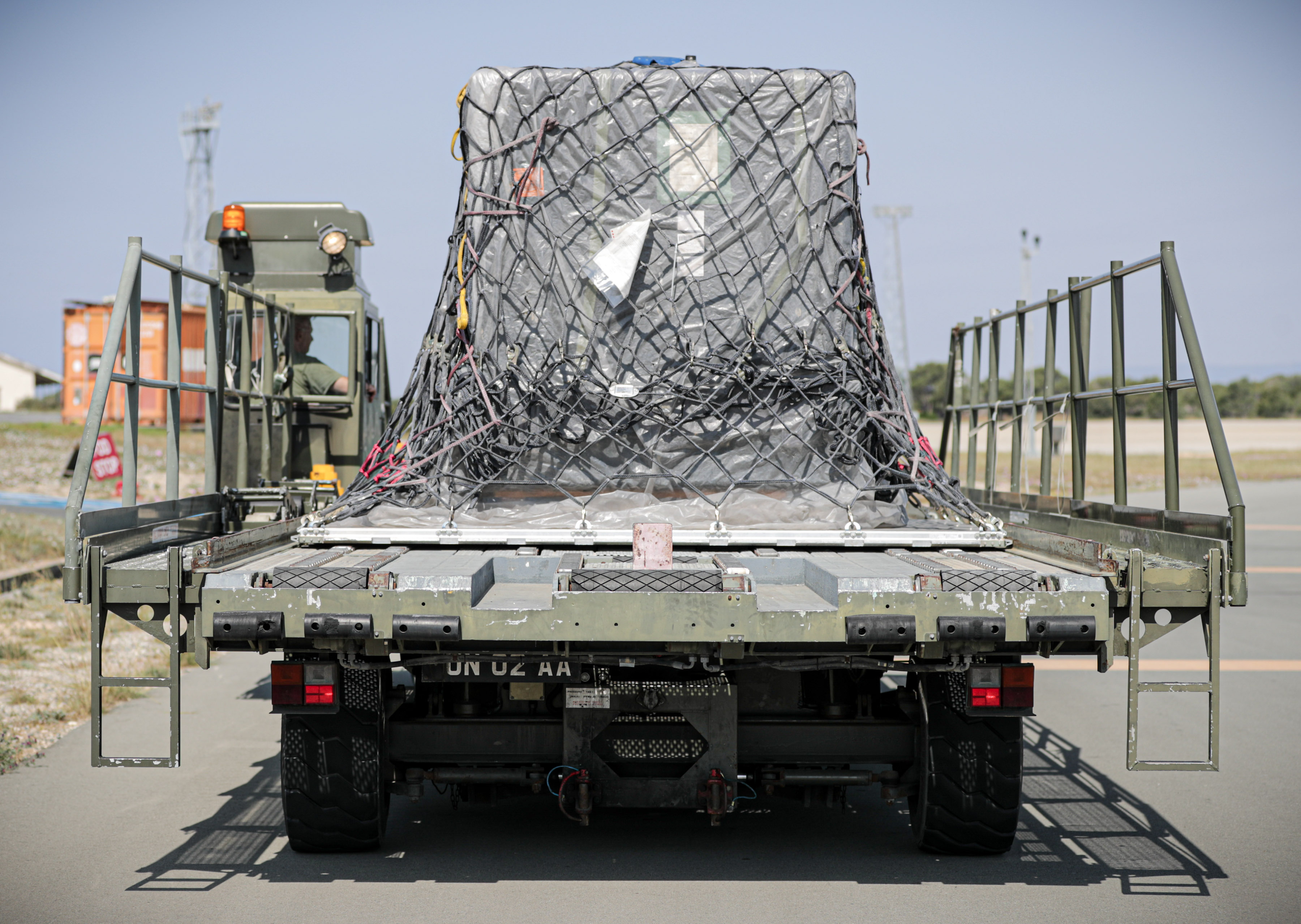
阿克罗蒂里联合运动中队的阿特拉斯托盘装载机

在英国驻塞浦路斯部队中有一些常驻单位；然而，在塞浦路斯的大部分英国军队在塞浦路斯和英国之间轮换：
- 常设单位
  - 总部，英国驻塞浦路斯部队
  - 联合服务信号单元（塞浦路斯） [10] （A yios Nikolaos Station ）
    - 团本部
    - 234信号中队
    - 英国皇家空军第840信号中队
    - 工程中队
    - 支援中队

  - 塞浦路斯通信单位（由埃皮斯科皮的12个信号单位RAF合并（1969年6月1日 - 2002年9月1日[11] ）和259信号中队，皇家信号）
  - 塞浦路斯行动支援股
    - 军事运输中队
    - 联合运动中队
    - 联合工程师中队
    - 空中作战中队

  - 英国皇家空军第84中队
  - 驻地步兵营——两个轻型步兵营，一个在德凯利亚，一个在埃皮斯科皮，永久驻扎在岛上；这些营通常每两年轮换一次。
    - 威尔士王妃皇家军团第一营（女王和皇家汉普郡）
    - Mercian Regiment 第2营（柴郡、伍斯特和森林人以及斯塔福德）

  - 塞浦路斯军事工作犬队，Episkopi
  - 塞浦路斯联合警察部队 (CJPU)，总部 Episkopi，由皇家海军警察、皇家宪兵和英国皇家空军警察组成的三军宪兵部队。
    - 1排CJPU — 德凯利亚
    - 2排CJPU — 埃皮斯科皮
    - 第3排 CJPU — 阿克罗蒂里（2003年关闭）
    - 特别调查处 (SIB) 塞浦路斯
    - ESBA部分SIB
- 民事机构
  - 主权基地区海关
  - 主权基地区警察
  - 安全部队警察
- 公共卫生和环境卫生机构
  - 联合服务卫生单位
    - 总部阿克罗蒂里
    - 英国皇家空军阿克罗蒂里第1支队
    - 第2支队 埃皮斯科皮
    - 第4支队泽凯利亚

女王和国王师每三年以营为单位持续在塞浦路斯轮换驻扎。 

## 指挥官
以下军官曾指挥过英国驻塞浦路斯部队： 
塞浦路斯区司令官
- 1955年3月18日 — Abdy Ricketts少将[14]
- 1956年10月19日——道格拉斯·肯德鲁少将
- 1958年10月11日——肯尼斯·达林少将

英国驻塞浦路斯部队指挥官
- 1960年8月16日 —空军元帅威廉·麦克唐纳爵士 （自1960年起担任 SBA 管理员）
- 1962年7月16日——空军元帅丹尼斯·巴内特爵士，近东空军总司令兼驻塞浦路斯部队司令。
- 1964年9月25日——空军元帅前往普里克特；空军副元帅 TO Prickett CB，DSO，DFC，被“任命为近东空军总司令和驻塞浦路斯部队司令，代理军衔为空军元帅”，继任空军元帅巴内特元帅， 1964年9月25日。
- 1966年11月21日 —埃格·琼斯空军元帅“被任命为近东空军总司令兼驻塞浦路斯部队司令，代理军衔为空军元帅，接替空军元帅托马斯·普里克特爵士”
- 1969年5月6日 — 空军元帅DG Smallwood
- 1970年7月2日——空军元帅WD Hodgkinson ，英国近东部队指挥官；近东空军 C 区 AOC；阿克罗蒂里和泽凯利亚主权根据地行政长官
- 1973年6月25日 — 空军元帅约翰·艾肯爵士担任英国近东部队指挥官和近东空军总司令1974年仍担任英国近东部队指挥官。 [15]

## 托斯卡行动
托斯卡行动是联合国驻塞浦路斯维持和平部队的英国部分。英国特遣队编号介于200到300之间，由三个不同的部分组成：
- HQ BRITCON——负责英国特遣队的管理和支持。
- 部队宪兵队——FMPU 由皇家宪兵少校指挥，另外七名皇家宪兵队成员是多国部队的一部分。
- UN Roulement Regiment - URR 负责在尼科西亚的绿线2区巡逻。

URR 来自整个野战军，不一定是专业作战部队（步兵或骑兵），甚至不一定是正规军的一部分，因为自2008年以来，领土陆军及陆军预备役部队已经部署到绿线。   
BFC支援部队的作用之一是根据需要协助部署在联塞部队的英国部队，这些部队不属于BFC，而是由联合国直接指挥。

### 单位
列出的是提供团总部和大部分部队的单位。通常来自一些领土陆军单位的士兵也将作为部队的一部分进行部署。
- 1973年4月 - 1973年10月：降落伞团第1营[19]

- 1973年10月 – 1974年4月：

- 1974年4月 - 1974年10月：冷溪卫队第2营[20]
- 1974年10月 - 1975年4月：女王的皇家爱尔兰轻骑兵[21]
- 1975年4月 - 1975年10月：第1皇家坦克团[22]

- 1975年10月 – 1976年4月：
- 1976年4月 – 1976年10月：

- 1976年10月 - 1977年4月：降落伞团第 1 营
- 1977年4月 - 1977年10月：第1营，皇家爱尔兰游骑兵队[23]

- 1977年10月 – 1978年4月：

- 1978年4月 - 1978年10月：皇家燧发枪团第1营[24]
- 1978年10月 - 1979年4月：轻步兵第3营[25]

- 1979年4月 – 1979年10月：

- 1979年10月 - 1980年4月：轻步兵第1营[26]
- 1980年4月 – 1980年10月：皇家绿夹克第3营[27]
- 1980年10月 - 1981年4月：皇家盎格鲁团第3营[28]
- 1981年4月 - 1981年10月：第1营，格林霍华德[29]
- 1981年10月 - 1982年4月：女王团第2营[30]
- 1982年4月 - 1982年10月：格洛斯特郡团第1营[31]
- 1982年10月 - 1983年4月：第2营，掷弹兵近卫[32]
- 1983年4月 - 1983年10月：女王兰开夏团第1营[33]
- 1983年10月 - 1984年6月：皇家盎格鲁团第2营[28]

- 1984年6月 – 1984年12月：

- 1984年12月 - 1985年6月：爱丁堡公爵皇家军团第1营（伯克郡和威尔特郡） [34]
- 1985年6月 - 1985年12月：第2营，皇家爱尔兰游骑兵队[35]
- 1985年12月 - 1986年6月：皇家燧发枪团第2营[36]
- 1986年6月 - 1986年12月：降落伞团第3营[37]
- 1986年12月 -1987年6月：皇家燧发枪团第3营[24]
- 1987年6月 - 1987年12月：伍斯特郡和舍伍德森林团第1营[38]
- 1987年12月 - 1988年6月：国王自己的皇家边境团第1营[39]
- 1988年6月 - 1988年12月：第4/7皇家龙骑兵卫队[40]
- 1988年12月 - 1989年6月：第12防空团，皇家炮兵[41]

- 1989年6月 – 1989年12月：

- 1989年12月 - 1990年6 月：2野战团，皇家炮兵[42]
- 1990年6月 - 1990年12月：第22团，皇家炮兵[43]
- 1990年12月 - 1991年6月：女王的骠骑兵 [44]

- 1991年6月 – 1991年12月：

- 1991年12月 - 1992年6月：第15/19届国王皇家骠骑兵[45]
- 1992年6月 – 1992年12月：5团，皇家炮兵[46] [47]
- 1992年12月 - 1993年6月：女王的皇家爱尔兰轻骑兵[48]
- 1993年6月 - 1993年12月：第39团，皇家炮兵[49]
- 1993年12月 - 1994年6月：第2皇家坦克团[50]
- 1994年6月 - 1994年12月：第7野战团，皇家骑兵炮兵[51]
- 1994年12月 – 1995年6月：第29突击团、皇家炮兵[52]和女王的皇家枪骑兵[53]

- 1995年6月 – 1995年12月：

- 1995年12月 - 1996年6月：第12团，皇家炮兵[54]
- 1996年6月 - 1996年12月：第39团，皇家炮兵[55]
- 1996年12月 - 1997年6月：第32团，皇家炮兵[56]
- 1997年6月 - 1997年12月：第5团，皇家炮兵[57]
- 1997年12月 - 1998年6月：第1皇家坦克团[58]
- 1998年6月 - 1998年12月：第19团，皇家炮兵[59]
- 1998年12月 – 1999年6月：第47团，皇家炮兵[60]
- 1999年6月 - 1999年12月：第22团，皇家炮兵[61]
- 1999 年12月 -2000年6月：斯塔福德郡团第1营[62]
- 2000年6月 -2000年12月：第16团，皇家炮兵[63]
- 2000年12月 – 2001年6月：女王的皇家枪骑兵[64]
- 2001年6月 – 2001年12月：第12团，皇家炮兵[41]
- 2001年12月 - 2002年6月：第32团，皇家炮兵[56]

- 2002年6月 – 2002年12月：
- 2002年12月 – 2003年6月：

- 2003年6月 – 2003年12月：第22团，皇家炮兵[61]
- 2003年12月 - 2003年6月：皇家骑兵炮兵团第3团

- 2004年6月– 2004年12月：40团，皇家炮兵[65]
- 2004年12月 – ? 2005：26团，皇家炮兵[66]
- 2005：第一团，皇家骑马炮兵[67]

- 2007年10月 - 2008年4月：10女王自己的廓尔喀后勤团，皇家后勤军[68]

- 2008年4 月 – 2008年10月：

- 2008年10月 – 2009年4月：皇家信号兵团第32信号团[69] （首次部署领土陆军部队进行行动） [70]
- 2009年4月 – 2009年10月：第23先锋团，皇家后勤军
- 2009年10月 - 2010年4月：第27团，皇家后勤军[71]
- 2010年4月 – 2010年10月：40信号团，皇家信号团[72]

- 2010年10月 – 2011年4月：

- 2011年4月 – 2011年10月：皇家盎格鲁团第3营[73]
- 2011年10月 - 2012年4月：第23先锋团，皇家后勤军[74]
- 2012年4月 – 2012年10月：29团，皇家后勤军[75]
- 2012年10月 - 2013年4月：101部队支援营，皇家机电工程师[76]
- 2013年4月 – 2013年10月：第17港口和海上团，皇家后勤军[77]
- 2013年10月 – 2014年4月：28工兵团，皇家工兵[78]
- 2014年4月 - 2014年10月：爱尔兰卫队第1营[79]
- 2014年10月 - 2015年4月： Mercian 团第2营[80]
- 2015年4月 – 2015年10月：黑色守望，第3营，苏格兰皇家军团[81]
- 2015年10月 - 2016年4月：苏格兰皇家军团第1营皇家苏格兰边防[82]
- 2016年4月 – 2016年10月：36工兵团，皇家工兵[83]
- 2016年10月 - 2017年4月：兰开斯特公爵团第4营[84]
- 2017年4月 - 2017年10月：第7团，皇家后勤军[85]
- 2017年10月 – 2018年4月：皇家苏格兰龙骑兵卫队[86]
- 2018年4月 – 2018年10月：皇家枪骑兵（伊丽莎白女王的自己） [87]
- 2018年10月 - 2019年4月：苏格兰卫队第1营[88]
- 2019年4月 – 2019年10月：4团，皇家炮兵[16]
- 2019年10月 – 2020年4月：皇家后勤军第27团[89]
- 2020年4月 - 2020年10月：皇家燧发枪团第7营和第5营[90]
- 2020年10月 – 2021年4月：步枪队第6营[91]
- 2021年4月 – 2021年10月：6 团，皇家后勤军[92]
- 2021年10月至今：步枪团第1营

## 部队设施

### 塞浦路斯共和国
除了阿克罗蒂里和德凯利亚的主权根据地，1960年英国和塞浦路斯共和国之间的建立条约授予英国用于军事目的永久使用岛上其他40个地点的权利。  
| 姓名                         | 国家     | 县       | 部署年份 | 单位 |
| ---------------------------- | -------- | -------- | -------- | --- |
| 贝伦加丽亚村已婚宿舍         | 塞浦路斯 | 利马索尔 |          | Harakis Borehole 和 Berengaria 村的管道也被保留用于供水。                                                             |
| 英国东地中海中继站           | 塞浦路斯 | 齐吉     |          | 利用外交和联邦事务部向以色列和阿拉伯世界广播 BBC World Service 节目。                                                 |
| 特罗多斯离开营地             | 塞浦路斯 | 特罗多斯 | 1878年   | 住宿供 BFC、访问部队和青年服务使用，以支持冒险训练。站点还包含已婚宿舍、NAAFI 和工作单元。 毗邻英国皇家空军特罗多斯。 |
| 英国皇家空军尼科西亚和营地   | 塞浦路斯 | 尼科西亚 |          | 目前未使用，因为它位于土耳其占领的北塞浦路斯和塞浦路斯共和国之间的联合国缓冲区。                                      |
| 英国皇家空军奥林匹斯山雷达站 | 塞浦路斯 | 特罗多斯 |          | 在奥林匹斯山峰运行的英国远程雷达站。                                                                                  |
| 英国皇家空军特罗多斯         | 塞浦路斯 | 尼科西亚 | 1878年   | 远程信号站。 |
| Kissousa 源头、水库和泵站    | 塞浦路斯 | 利马索尔 |          | Akrioti Sovereign Base Area 的安全供水                                                                                |

### 北塞浦路斯
三个保留的军事设施位于北塞浦路斯境内。由于英国不承认北塞浦路斯政府，他们目前没有被英国军队塞浦路斯使用。 
| 姓名                            | 国家       | 县         | 部署年份 | 单位                             |
| ------------------------------- | ---------- | ---------- | -------- | -------------------------------- |
| 法马古斯塔联合服务港口实用程序  | 北塞浦路斯 | 法马古斯塔 |          | 位于北塞浦路斯，因此目前未使用。 |
| 法马古斯塔家族商店和 NAAFI 总部 | 北塞浦路斯 | 法马古斯塔 |          | 位于北塞浦路斯，因此目前未使用。 |
| 法马古斯塔 NAAFI 运输场         | 北塞浦路斯 | 法马古斯塔 |          | 位于北塞浦路斯，因此目前未使用。 |

### 阿克罗蒂里和德凯利亚主权根据地
英国在塞浦路斯的两个飞地成为其在东地中海和中东投射军事资产的平台。 这些飞地是从东地中海到中东再到伊朗的区域通信监测中心。  保留场地内的设施还支持英国在塞浦路斯共和国保留地点的军事活动，并提供独特的培训机会。 
西部主权根据地
| 姓名                   | 国家                           | 地区           | 打开 | 单位                         |
| ---------------------- | ------------------------------ | -------------- | ---- | ---------------------------- |
| 埃皮斯科皮营地         | 阿克罗蒂里和德凯利亚主权根据地 | 西部主权根据地 | 1960 | 英国驻塞浦路斯部队总部所在地 |
| 帕拉马里南北区         | 阿克罗蒂里和德凯利亚主权根据地 | 西部主权根据地 | 1960 |                              |
| 英国皇家空军阿克罗蒂里 | 阿克罗蒂里和德凯利亚主权根据地 | 西部主权根据地 | 1960 | 英国以外最大的皇家空军基地。 |

东部主权根据地
| 姓名              | 国家                           | 地区           | 部署年份 | 单位 |
| ----------------- | ------------------------------ | -------------- | -------- | --- |
| 亚历山大军营      | 阿克罗蒂里和德凯利亚主权根据地 | 东部主权根据地 | 1960     | |
| Ayios Nikolaos 站 | 阿克罗蒂里和德凯利亚主权根据地 | 东部主权根据地 | 1960     | 联合服务信号单元（JSSU）。 JSSU 是一个静态通信组织，维护从塞浦路斯到世界其他地方的安全链接。 该站是 GCHQ 收集来自东地中海地区和中东地区的信号数据和情报的重要中心。 |
| 德凯利亚机场      | 阿克罗蒂里和德凯利亚主权根据地 | 东部主权根据地 |          | 一个小型机场，其主要用途是作为英国陆军直升机基地。 |
| 德凯利亚营地      | 阿克罗蒂里和德凯利亚主权根据地 | 东部主权根据地 | 1960     | 东部主权根据地总部、驻地步兵营、工兵中队和各种后勤部队，以及驻英国的平民和家属。                                                                                    |
| 夜莺军营          | 阿克罗蒂里和德凯利亚主权根据地 | 东部主权根据地 |          | |